# Kai Pflaume
Kai Pflaume (Halle/Saale, 27 mei 1967) is een Duitse tv-presentator.

## Jeugd en opleiding
In 1968 verhuisde de familie Pflaume van Leuna naar Leipzig. Na zijn eindexamen aan de Max Klinger-school vervulde Kai Pflaume van 1985 tot 1987 zijn militaire dienstplicht op Rügen bij de Nationale Volksarmee en startte daarna een informaticastudie aan de Technische Universiteit in Maagdenburg. Nog voor de val van de Berlijnse Muur in 1989 vluchtte hij uit de DDR via Boedapest naar Duitsland, waar hij in Frankfurt am Main een opleiding volgde tot waardepapierenhandelaar. Uiteindelijk maakte hij zich zelfstandig. Hij organiseerde en presenteerde evenementen.

## Carrière
Pflaume trad in 1991 als kandidaat op in de ARD-tv-serie Herzblatt, die werd gepresenteerd door Rudi Carrell. In 1993 werd hij na een casting als presentator ontdekt en begon zijn carrière in de RTL-show Nur die Liebe zählt (1995, Sat.1). Sinds 1996 presenteert hij talrijke shows en live-events bij Sat.1, waaronder Die Glücksspirale, Rache ist süß, Die Comedy-Falle, Stars am Limit, Die LEGO-show, Träume werden wahr, Deutschland hilft – Spenden für die Opfer der Flutkatastrofe en Die Chance deines Lebens. Sinds 1999 is hij vennoot bij de firma Promikativ GmbH in Offenbach am Main, die zich heeft gespecialiseerd op de commercialisering en bemiddeling van prominenten voor reclamedoeleinden. Voor de castingshow Star Search in 2003 kreeg Pflaume een Bambi uitgereikt. Samen met zijn collega Stefan Raab presenteerde hij ook evenementen voor de zender ProSieben, waaronder het tweede Tv total schoonspringen of de beide eerste Wok-kampioenschappen. In het seizoen 2006/2007 presenteerde hij bij Sat.1 de live-uitzendingen van de UEFA Europa League.
In 2004 leende hij zijn stem aan Frozone in de animatiefilm Die Unglaublichen – The Incredibles.
Tussen 26 mei en 15 juli 2007 presenteerde hij op Sat.1 regelmatig het programma Rich List – Jede Antwort zählt, dat in 2008 in het derde seizoen ging. Van september tot oktober presenteerde hij de vijfdelige Sat.1-castingshow Yes we can Dance. Na jaren bij Sat.1 wisselde hij in 2011 naar de ARD. Zijn relatieshow Nur die Liebe zählt, die werd uitgezonden van 1993 tot 1994 bij RTL en sinds 1995 bij Sat.1 was te zien, liep in maart 2011 uit. Zijn eerste format bij de ARD was de Star Quiz mit Kai Pflaume. Sinds 2011 presenteerde hij bovendien de zaterdagavondshow Klein gegen Groß – das Unglaubliche Duell en Das ist Spitze!, een nieuwe uitvoering van het programma Dalli Dalli bij de NDR. Sinds 2011 zond de ARD twee verdere formaten uit met Kai Pflaume: de familiequiz Drei bei Kai en de show Der klügste Deutsche. In 2013 presenteerde hij als vervanger van Barbara Schöneberger de NDR Talk Show, samen met Hubertus Meyer-Burckhardt. Sinds 2015 presenteerde hij de show Wer weiß denn sowas? in Das Erste. In juni 2013 werd door de ARD de vierdelige reportageserie Zeig mir deine Welt uitgezonden, waarin jonge mensen met het syndroom van Down hem aan hun leven laten deelnemen. Hiervoor kreeg hij in 2014 als gastheer en gesprekspartner van deze reeks de Bayerische Fernsehpreis.

## Privéleven
Kai Pflaume is sinds 10 augustus 1996 getrouwd met zijn vrouw Ilke, waarmee hij twee zonen heeft. De familie woont in de buurt van München.

## Onderscheidingen
- 2003: Bambi als beste presentator van een castingshow voor Star Search
- 2014: Bayerischer Fernsehpreis als gastgever van Zeig mir Deine Welt

## Verdere activiteiten
Sinds 2005 houdt Pflaume zich bezig bij de stichting Sehnsucht met verslavingspreventie bij jeugdigen. Eind 2007 werd hij ambassadeur en reclamepartner van McDonald's bij de sectie familie-, kids- en sport-communicatie.

## Tv-presentaties

### Doorlopend
- sinds 2011: Klein gegen Groß – das unglaubliche Duell, Das Erste
- sinds 2014: Zeig mir deine Welt, Das Erste
- sinds 2014: Kaum zu glauben!, NDR
- sinds 2015: Wer weiß denn sowas?, Das Erste
- sinds 2015: Wo bist du?, Das Erste
- sinds 2016: Wer bietet mehr?, NDR

### Vroeger/eenmalig
- 1993–2011: Nur die Liebe zählt, Sat.1
- 1994–1995: Die Surprise-Show, RTL
- 1996–1999: Die GlücksSpirale, Sat.1
- 1998–2001: Rache ist süß, Sat.1
- 1999: Der deutsche Fernsehpreis 1999, Sat.1
- 2000: Die Chance deines Lebens, Sat.1
- 2001–2003: Deutschlands wahre Helden, Sat.1
- 2003: Show des Monats, Sat.1
- 2003–2005: Die TV total Wok-WM, ProSieben
- 2003–2004: Star Search, Sat.1
- 2004–2006: Stars am Limit, Sat.1
- 2005: TV total Turmspringen, ProSieben
- 2005–2006: Der große Haustier-Test, Sat.1
- 2005–2010: Die Comedy-Falle, Sat.1
- 2006: 50 Jahre Bravo, Pro7
- 2006–2007: UEFA-Cup, Sat.1
- 2007: Träume werden wahr, Sat.1
- 2007–2008: Rich List – Jede Antwort zählt, Sat.1
- 2009: Yes We Can Dance, Sat.1
- 2010: Die große Disney-Quizshow, Sat.1
- 2010: Bayerischer Fernsehpreis
- 2011–2012: Drei bei Kai, Das Erste
- 2011–2012: Das Star Quiz mit Kai Pflaume, Das Erste
- 2011–2013: Dalli Dalli, NDR
- 2011–2012: Der klügste Deutsche, Das Erste
- 2013: Deutschlands starke Frauen, Das Erste
- 2013: NDR Talk Show, NDR
- 2013: Die deutschen Meister 2013 – Die Olympiade der verrückten Ideen, Das Erste
- 2013–2015: Das ist Spitze!, Das Erste
- 2014, 2016: Die goldene Henne, MDR
- 2017: Top, die Wette gilt!, Das Erste